# Kerkáskápolna
Kerkáskápolna é um município da Hungria, situado no condado de Vas. Tem 9,2 km² de área e sua população em 2015 foi estimada em 78 habitantes.